# Слетініца
Слетініца (рум. Slătinița) — село у повіті Бистриця-Несеуд в Румунії. Адміністративно підпорядковане місту Бистриця.
Село розташоване на відстані 330 км на північ від Бухареста, 8 км на північ від Бистриці, 84 км на північний схід від Клуж-Напоки.

## Населення
За даними перепису населення 2002 року у селі проживала 731 особа. Рідною мовою 725 осіб (99,2%) назвали румунську.
Національний склад населення села:
| Національність | Кількість осіб | Відсоток |
| -------------- | -------------- | -------- |
| румуни         | 608            | 83,2%    |
| цигани         | 117            | 16,0%    |
| угорці         | 5              | 0,7%     |